# Dietmanns (Niederösterreich)
Dietmanns ist eine Marktgemeinde mit 1024 Einwohnern (Stand 1. Jänner 2025) im Bezirk Waidhofen an der Thaya in Niederösterreich.

## Geografie
Die Gemeinde liegt im nördlichen Waldviertel zwischen Waidhofen an der Thaya und Groß-Siegharts. Dietmanns liegt im Quellgebiet des Sieghartser Baches, der nach Osten abfließt. Im Süden, Westen und Norden ist das Gemeindegebiet von bewaldeten Hügeln begrenzt. Hauptort ist das Angerdorf Alt-Dietmanns. Die Fläche der Marktgemeinde umfasst sieben Quadratkilometer, fast sechzig Prozent der Fläche sind bewaldet, ein Viertel wird landwirtschaftlich genutzt.

### Gemeindegliederung
Das Gemeindegebiet umfasst folgende zwei Ortschaften (in Klammern Einwohnerzahl Stand 1. Jänner 2025):
- Alt-Dietmanns (608)
- Neu-Dietmanns (416)

Die Gemeinde besteht aus der Katastralgemeinde Dietmanns.
Die Gemeinde gehört zur Kleinregion Zukunftsraum Thayaland.

### Nachbargemeinden
|                        |                                             |                |
| Waidhofen an der Thaya | Kompassrose, die auf Nachbargemeinden zeigt | Groß-Siegharts |
|                        |                                             |                |

## Geschichte
Die erste urkundliche Erwähnung von Dietmanns erfolgte 1230, wo der Ort als Siedlung eines Dyetmars bezeichnet wird. Am Ende des 14. Jahrhunderts war Dietmanns ein Adelssitz. Damals vermachte ein Hensel von Dietmars einem Pillung von Vestepoppen Zehente bei Eggenburg. Im Jahr 1455 wird der kleinadelige Michael Hoböckher als Inhaber eines „Wehrhofes“ genannt, als Inhaber des Lehens folgt diesem Jörg Reinwold nach.
Wolfgang Lunzer, der Besitzer von Niederedlitz, kauft 1541 das Gebiet von Dietmanns und baut 1542 ein Schloss. Dieses wird 1586 vom Ritter Christoph Kleindienst erworben, sein Sohn Dietrich verkauft es 1630 seiner Schwester, die mit dem Gutsbesitzer Poiger (auch Peuger oder Puige geschrieben) verheiratet war. Eine Nachfolgerin, Baronin Johanna Sophie von Puige ließ 1724 die heute noch bestehende Wegkapelle mit einer Holzstatue des heiligen Johannes von Nepomuk errichten.
Im Jahr 1822 wurde der Ort als Dorf mit 64 Häusern genannt, das nach Groß-Siegharts eingepfarrt war, wohin auch die Kinder eingeschult wurden. Die Herrschaft Dietmanns besaß die Ortsobrigkeit und besorgte die Konskription. Die Landgerichtsbarkeit wurde von der Herrschaft Großsiegharts ausgeübt. Die Untertanen und Grundholde des Ortes gehörten der Herrschaft Dietmanns. Nach mehrfachem Wechsel der Besitzer wurde das Schloss in der Barockzeit ausgebaut und 1865 vom Wiener Textilfabrikanten Ignaz Sennefelder erworben. Er baute den Meierhof zu einer Fabrik zur Herstellung von Textilbändern aus, verkaufte sie aber 1871 an die Firma Hetzer & Söhne. Diese verlagerten ihre Produktion von Groß-Siegharts nach Dietmanns, wodurch der Ort einen wirtschaftlichen Aufschwung erlebte. Um 1900 arbeiteten 300 Menschen in den Werkshallen, in denen 500 Webstühle standen. Für die Familien der Arbeiter und Arbeiterinnen entstand eine Arbeitersiedlung in der heutigen Hetzergasse.
Im Frühjahr 1953 begann in Dietmanns der Bau eines Kinosaals, der bereits am 28. November desselben Jahres feierlich eröffnet wurde. Die Gemeindebücherei wurde im Februar 1959 errichtet.
Aufgrund der bergigen Lage des Ortes herrschte besonders in den Sommermonaten ein erheblicher Wassermangel. Daher beschloss die Gemeindevertretung im Jahr 1958 den Bau einer Wasserleitung. Zur Erinnerung an die Zentralwasserversorgung wurde vor der Volksschule ein Springbrunnen errichtet. Am Rand des Springbrunnens wurden drei Kröten platziert, die humorvoll auf den früheren Spitznamen „Krotental“ hinweisen sollen, der auf einen großen Teich mit vielen Fröschen im Ortsteil Neu-Dietmanns zurückgeht.
Im Jahr 1964 begann die Gemeinde mit dem Bau des Kommunalgebäudes in der Schulgasse. Bereits 1987 wurde in der Gemeindestube die Errichtung eines Sozialzentrums in Erwägung gezogen, um zu verhindern, dass ältere Menschen bei körperlichen Beeinträchtigungen ihre vertraute Umgebung verlassen müssen.
Das Volksschulgebäude wurde in mehreren Phasen modernisiert, und das Kino wurde 1984 zu einem Gemeindezentrum umgebaut.
Die römisch-katholische Pfarre von Dietmanns wurde 1783 im Zuge der josephinistischen Reformen eigenständig. Heute gehört Dietmanns zur Pfarre Groß-Siegharts.

### Einwohnerentwicklung
Die nachfolgende Tabelle zeigt die Entwicklung der Einwohnerzahl ab dem Jahr 1869:
| Dietmanns: Einwohnerzahlen von 1869 bis 2025        | Dietmanns: Einwohnerzahlen von 1869 bis 2025 | Dietmanns: Einwohnerzahlen von 1869 bis 2025 | Dietmanns: Einwohnerzahlen von 1869 bis 2025 | Dietmanns: Einwohnerzahlen von 1869 bis 2025 |
| --------------------------------------------------- | -------------------------------------------- | -------------------------------------------- | -------------------------------------------- | -------------------------------------------- |
| Jahr                                                |                                              |                                              |                                              | Einwohner                                    |
| 1869                                                | 1869                                         |                                              | 1.824                                        | 1.824                                        |
| 1880                                                | 1880                                         |                                              | 1.903                                        | 1.903                                        |
| 1890                                                | 1890                                         |                                              | 1.757                                        | 1.757                                        |
| 1900                                                | 1900                                         |                                              | 1.730                                        | 1.730                                        |
| 1910                                                | 1910                                         |                                              | 1.732                                        | 1.732                                        |
| 1923                                                | 1923                                         |                                              | 1.478                                        | 1.478                                        |
| 1934                                                | 1934                                         |                                              | 1.486                                        | 1.486                                        |
| 1939                                                | 1939                                         |                                              | 1.388                                        | 1.388                                        |
| 1951                                                | 1951                                         |                                              | 1.362                                        | 1.362                                        |
| 1961                                                | 1961                                         |                                              | 1.247                                        | 1.247                                        |
| 1971                                                | 1971                                         |                                              | 1.316                                        | 1.316                                        |
| 1981                                                | 1981                                         |                                              | 1.262                                        | 1.262                                        |
| 1991                                                | 1991                                         |                                              | 1.202                                        | 1.202                                        |
| 2001                                                | 2001                                         |                                              | 1.243                                        | 1.243                                        |
| 2011                                                | 2011                                         |                                              | 1.090                                        | 1.090                                        |
| 2021                                                | 2021                                         |                                              | 1.040                                        | 1.040                                        |
| 2025                                                | 2025                                         |                                              | 1.024                                        | 1.024                                        |
| Quelle(n): Statistik Austria, Gebietsstand 1.1.2021 |                                              |                                              |                                              |                                              |

## Kultur und Sehenswürdigkeiten

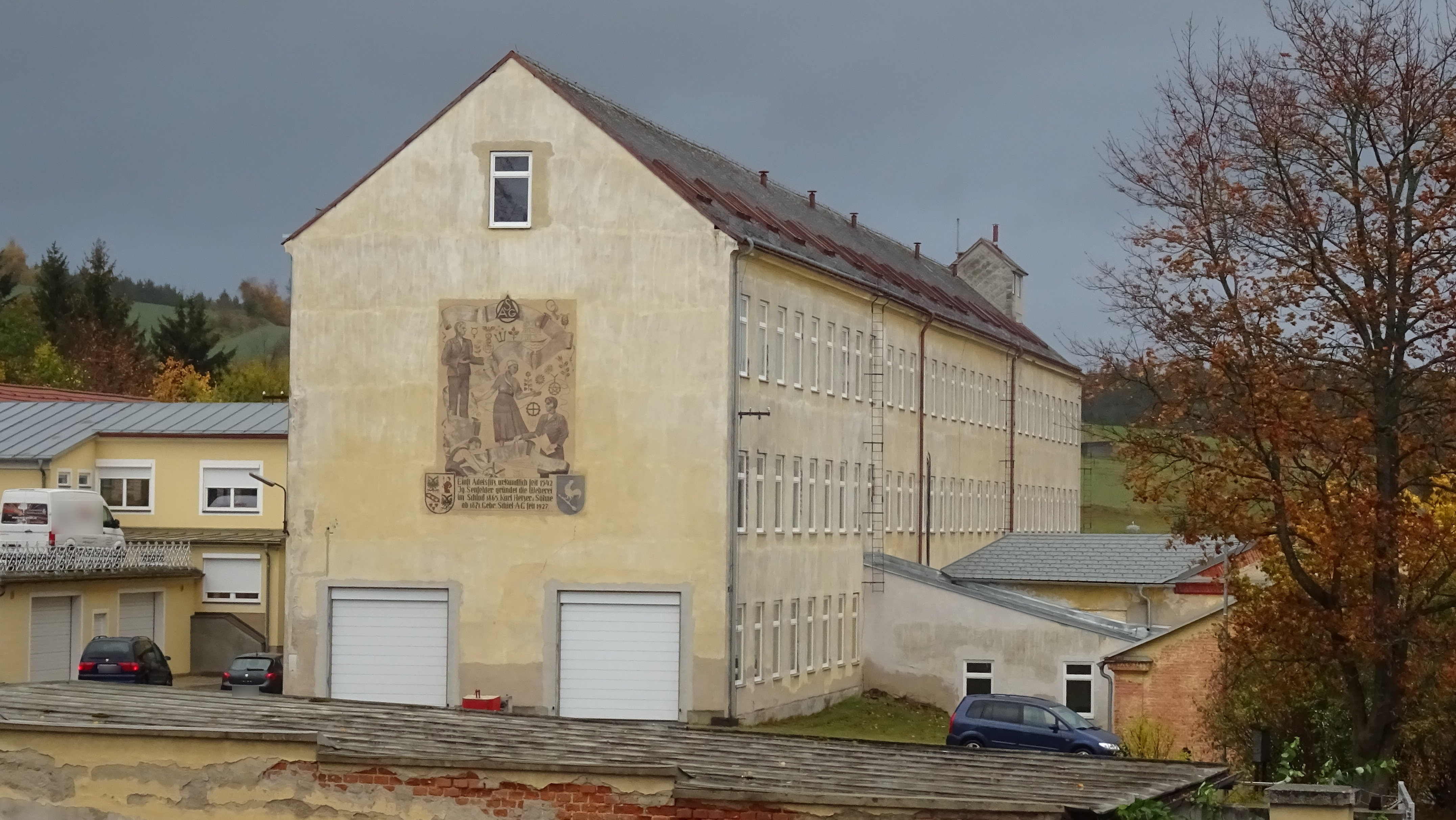
Schloss Dietmanns

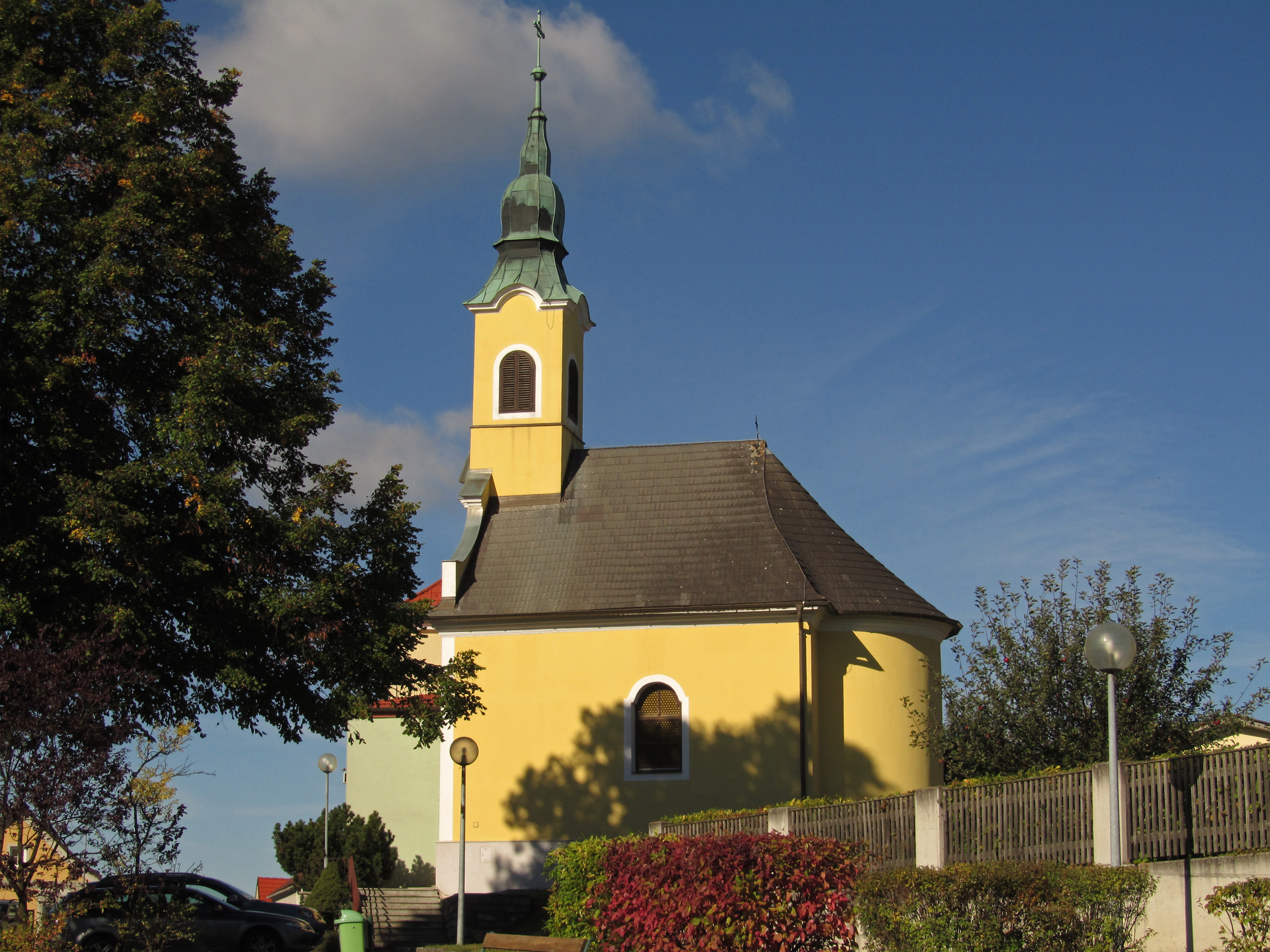
Ortskapelle Dietmanns

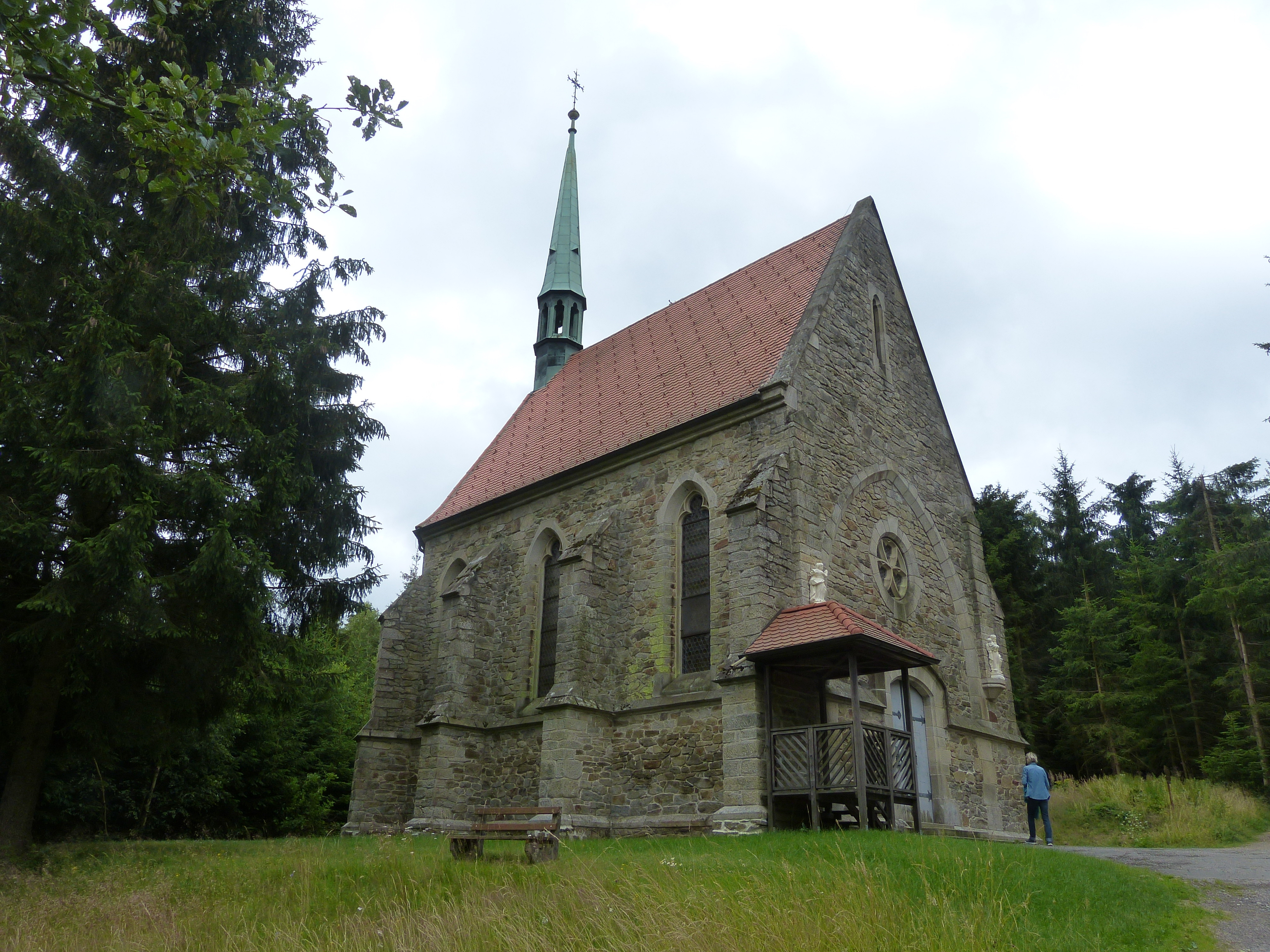
Bründlkapelle Dietmanns

- Schloss Dietmanns
- Ortskapelle Dietmanns
- Bründlkapelle Dietmanns

## Wirtschaft und Infrastruktur

### Wirtschaftssektoren
In den Jahren 1999 bis 2010 nahm die Anzahl der landwirtschaftlichen Betriebe von sechzehn auf neun ab. Davon wurden drei im Haupt- und sechs im Nebenerwerb geführt. Im Produktionssektor waren alle Betriebe im Bereich Warenherstellung tätig. Der größte Arbeitgeber im Dienstleistungssektor waren die sozialen und öffentlichen Dienste.
| Wirtschaftssektor            | Anzahl Betriebe | Anzahl Betriebe | Erwerbstätige | Erwerbstätige |
| Wirtschaftssektor            | 2011            | 2001            | 2011          | 2001          |
| ---------------------------- | --------------- | --------------- | ------------- | ------------- |
| Land- und Forstwirtschaft 1) | 9               | 16              | 7             | 3             |
| Produktion                   | 4               | 3               | 73            | 90            |
| Dienstleistung               | 20              | 18              | 43            | 52            |

1) Betriebe mit Fläche in den Jahren 2010 und 1999

### Arbeitsmarkt, Pendeln
Von den 490 Erwerbstätigen, die im Jahr 2011 in Dietmanns lebten, pendelten mehr als achtzig Prozent aus.

### Öffentliche Einrichtungen
In Dietmanns befindet sich eine Volksschule.

### Verkehr
Durch das Gemeindegebiet verläuft die Landesstraße, die Groß-Siegharts mit Waidhofen an der Thaya verbindet.

## Politik

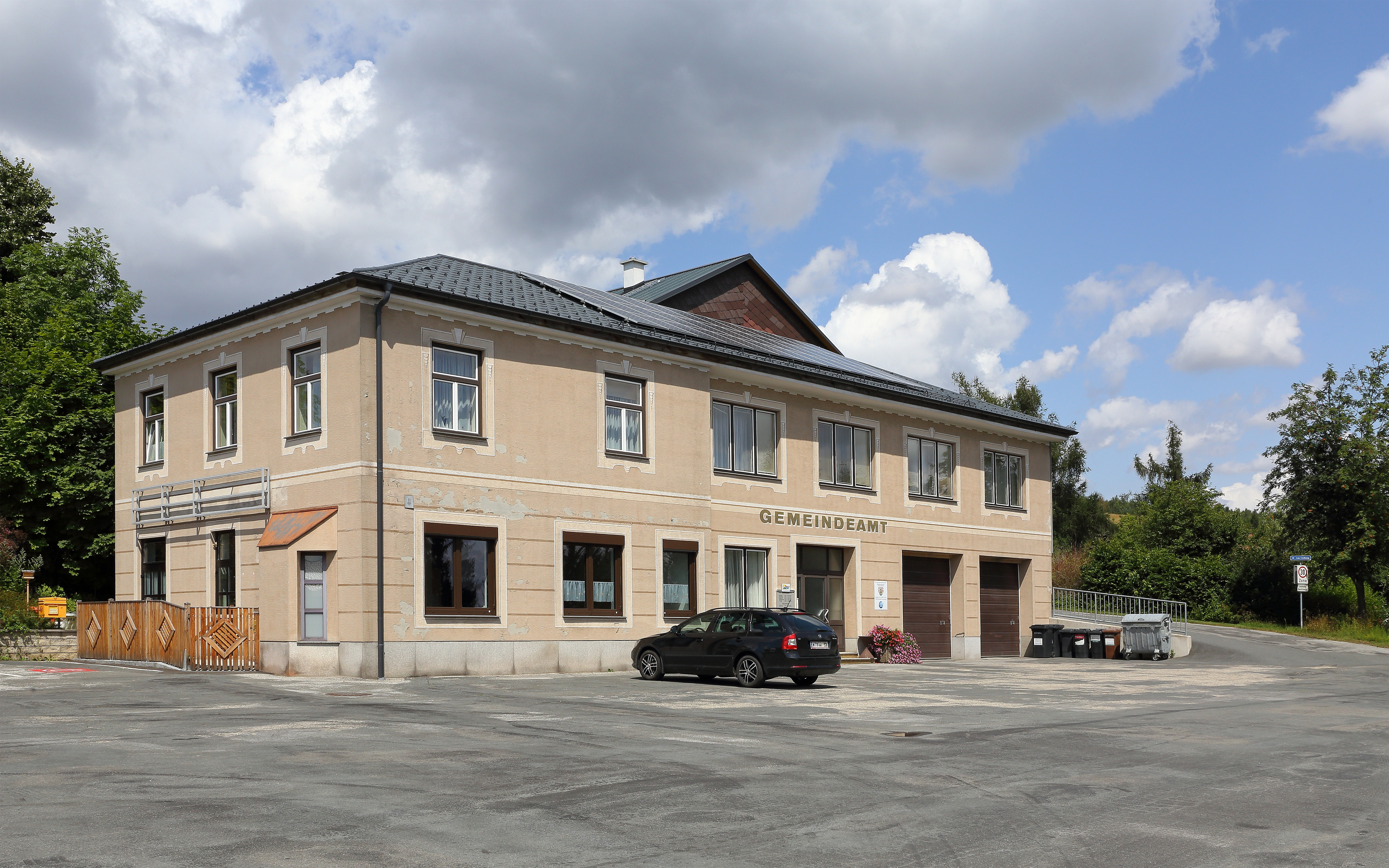
Gemeindeamt Dietmanns

### Ergebnisse Gemeinderatswahlen
| Wahl | Wahlberechtigte | Wahlbeteiligung | SPÖ     | ÖVP     | FPÖ     | Bürgerliste UNAB | KPÖ    |
| ---- | --------------- | --------------- | ------- | ------- | ------- | ---------------- | ------ |
| 1990 | 1.164           | 78,61 %         | 89,07 % | 10,93 % |         |                  |        |
| 1995 | 1.192           | 73,91 %         | 66,03 % | 13,35 % |         | 20,62 %          |        |
| 2000 | 1.205           | 75,27 %         | 66,82 % | 11,51 % | 14,11 % | 06,21 %          | 1,35 % |
| 2005 | 1.179           | 70,82 %         | 70,37 % | 14,39 % | 15,24 % |                  |        |
| 2010 | 1.170           | 71,79 %         | 57,67 % | 17,55 % | 24,79 % |                  |        |
| 2015 | 1.182           | 69,97 %         | 60,22 % | 15,27 % | 24,51 % |                  |        |
| 2020 | 1.109           | 67,99 %         | 61,80 % | 15,15 % | 17,02 % | 06,03 %          |        |

### Gemeinderat
Der Gemeinderat hat 19 Mitglieder.
- Mit den Gemeinderatswahlen in Niederösterreich 1990 hatte der Gemeinderat folgende Verteilung: 17 SPÖ, und 2 ÖVP.
- Mit den Gemeinderatswahlen in Niederösterreich 1995 hatte der Gemeinderat folgende Verteilung: 13 SPÖ, 4 Bürgerliste, und 2 ÖVP.[12]
- Mit den Gemeinderatswahlen in Niederösterreich 2000 hatte der Gemeinderat folgende Verteilung: 14 SPÖ, 2 FPÖ, 2 ÖVP, und 1 Grüne.[13]
- Mit den Gemeinderatswahlen in Niederösterreich 2005 hatte der Gemeinderat folgende Verteilung: 14 SPÖ, 3 FPÖ, und 2 ÖVP.[14]
- Mit den Gemeinderatswahlen in Niederösterreich 2010 hatte der Gemeinderat folgende Verteilung: 11 SPÖ, 5 FPÖ, und 3 ÖVP.[15]
- Mit den Gemeinderatswahlen in Niederösterreich 2015 hatte der Gemeinderat folgende Verteilung: 12 SPÖ, 4 FPÖ, und 3 ÖVP.[16]
- Mit den Gemeinderatswahlen in Niederösterreich 2020 hatte der Gemeinderat folgende Verteilung: 12 SPÖ, 3 FPÖ, 3 ÖVP und 1 UNAB–Unabhängige Dietmanns.[17]
- Mit den Gemeinderatswahlen in Niederösterreich 2025 hat der Gemeinderat folgende Verteilung: 11 SPÖ, 7 FPÖ, und 1 ÖVP.[18]

### Bürgermeister
- 1920–1921 Alois Mehofer
- 1921–1934 Leopold Schaich
- 1934–1934 Franz Eipeldauer (SPÖ)
- 1935–1938 Richard Pfingstner (ÖVP)
- 1938–1942 Franz Eipeldauer (SPÖ)
- 1942–1945 Zusammenlegung mit Gemeinde Groß-Siegharts
- 1945–1947 Karl Braunsteiner (SPÖ)
- 1947–1957 Kober Franz (SPÖ)
- 1958–1988 Felix Rubik (SPÖ)
- 1988–1995 Karl Ledwina (SPÖ)
- 1995–2005 Friedrich Schuh (SPÖ)
- 2005–2010 Karl Brunner (SPÖ)
- seit 2010 Harald Hofbauer (SPÖ)

### Wappen

Wappen Dietmanns

Im Jahr 1958 beschloss der Gemeinderat von Dietmanns, ein Wappen anzunehmen, das die wirtschaftlichen Verhältnisse (insbesondere die Weberei) und die geografische Lage im Waldviertel widerspiegelt. Die NÖ Landesregierung lehnte die Anerkennung des Wappens jedoch ab, da zu dieser Zeit nur Markt- und Stadtgemeinden das Recht auf ein Wappen hatten. Nach einer Änderung der NÖ Gemeindeordnung, die allen Gemeinden das Recht auf ein Wappen einräumte, und einem erneuten Antrag der Gemeinde, verlieh die NÖ Landesregierung am 14. Juni 1966 Dietmanns das bereits 1958 entworfene Wappen.
Am 17. Dezember 1987 wurde Dietmanns durch ein Gesetz des NÖ Landtags zur Marktgemeinde erhoben.

## Persönlichkeiten

### Söhne und Töchter der Gemeinde
- Peter Fichtenbauer (* 1946), österreichischer Politiker